# Onthophagus pseudoflexicollis
Onthophagus pseudoflexicollis é uma espécie de inseto do género Onthophagus, família Scarabaeidae, ordem Coleoptera.
Foi descrita cientificamente por Moretto em 2004.